# Morgan Geekie
Morgan Geekie, född 20 juli 1998, är en kanadensisk professionell ishockeyforward som spelar för Seattle Kraken i NHL.
Han har tidigare spelat på NHL-nivå för Carolina Hurricanes och på lägre nivåer för Charlotte Checkers i American Hockey League (AHL) och Tri-City Americans i Western Hockey League (WHL).
Geekie draftades i tredje rundan i 2017 års draft som 67:e spelare totalt.
Han är bror till Conor Geekie.

## Statistik
| 2012–2013  | Yellowhead Chiefs   | WBAAA      | 30  | 16 | 17  | 33  | 40 | —  | —  | —  | —  | — |
| 2013–2014  | Yellowhead Chiefs   | MMHL       | 44  | 25 | 28  | 53  | 14 | 3  | 5  | 3  | 8  | 0 |
|            | Tri-City Americans  | WHL        | 1   | 1  | 0   | 1   | 0  | —  | —  | —  | —  | — |
| 2014–2015  | Yellowhead Chiefs   | MMHL       | 44  | 27 | 36  | 63  | 38 | —  | —  | —  | —  | — |
|            | Neepawa Natives     | MJHL       | 2   | 1  | 1   | 2   | 0  | —  | —  | —  | —  | — |
|            | Tri-City Americans  | WHL        | 9   | 0  | 2   | 2   | 0  | 2  | 0  | 0  | 0  | 0 |
| 2015–2016  | Tri-City Americans  | WHL        | 66  | 12 | 13  | 25  | 10 | —  | —  | —  | —  | — |
| 2016–2017  | Tri-City Americans  | WHL        | 72  | 35 | 55  | 90  | 40 | 4  | 1  | 0  | 1  | 4 |
| 2017–2018  | Tri-City Americans  | WHL        | 68  | 30 | 54  | 84  | 32 | 14 | 17 | 10 | 27 | 4 |
| 2018–2019  | Charlotte Checkers  | AHL        | 73  | 19 | 27  | 46  | 22 | 19 | 8  | 10 | 18 | 6 |
| 2019–2020  | Carolina Hurricanes | NHL        | 1   | 2  | 1   | 3   | 2  | —  | —  | —  | —  | — |
|            | Charlotte Checkers  | AHL        | 55  | 22 | 20  | 42  | 54 | —  | —  | —  | —  | — |
| NHL totalt | NHL totalt          | NHL totalt | 1   | 2  | 1   | 3   | 2  | —  | —  | —  | —  | — |
| AHL totalt | AHL totalt          | AHL totalt | 128 | 41 | 47  | 88  | 76 | 19 | 8  | 10 | 18 | 6 |
| WHL totalt | WHL totalt          | WHL totalt | 216 | 78 | 124 | 202 | 82 | 20 | 18 | 10 | 28 | 8 |